# Cymodoce tuberculata
Cymodoce tuberculata es una especie de crustáceo isópodo marino de la familia Sphaeromatidae.

## Distribución geográfica
Se distribuye por el Atlántico ibérico y el mar Mediterráneo.